# ۱۱۶۹ (میلادی)
۱۱۶۹ (میلادی) هزار و صد و شصت و نهمین سال تقویم میلادی است.

## زادگان
- آلکسیوس دوم، امپراتور بیزانس

## درگذشتگان
‎